# 銀行

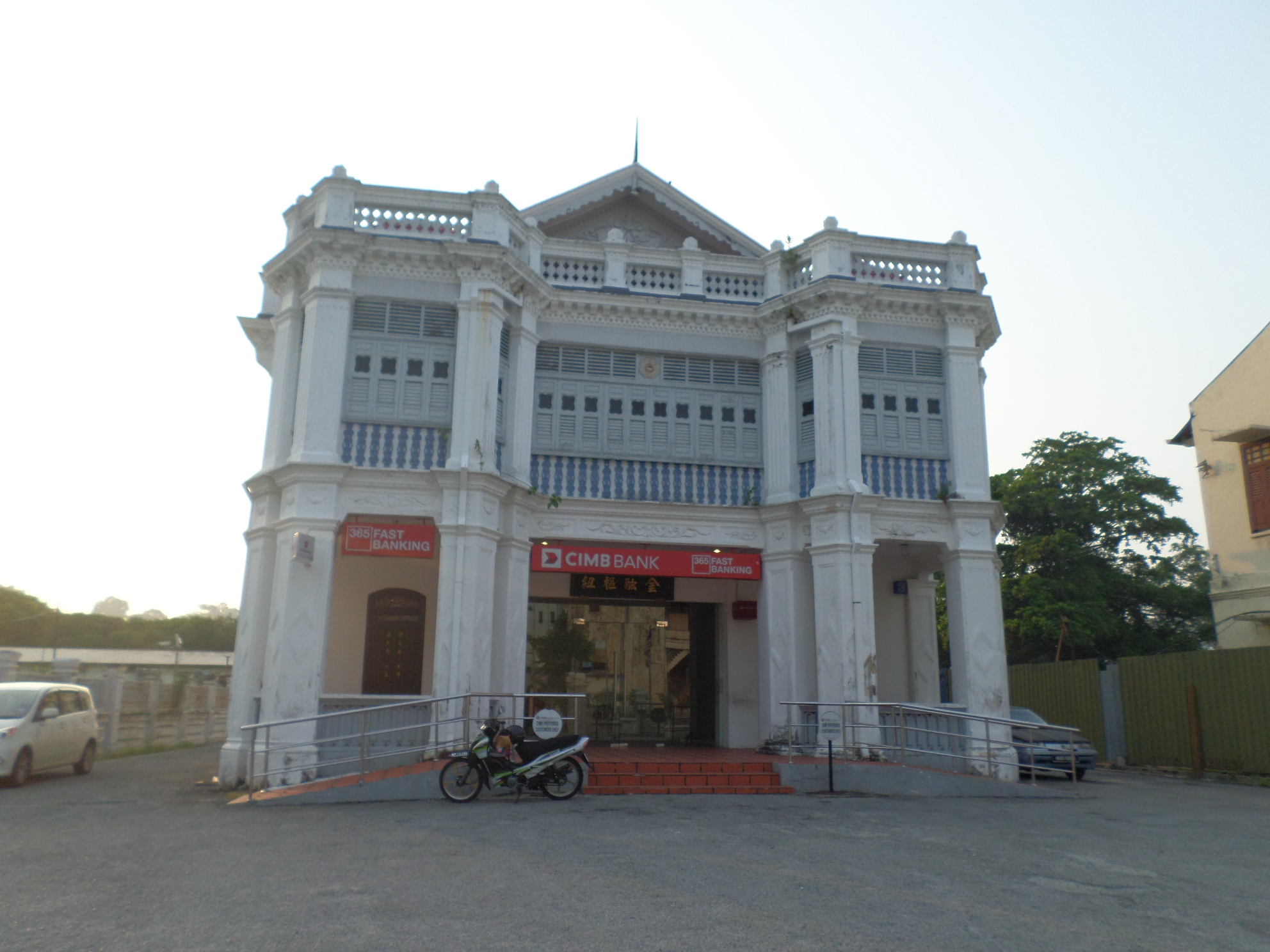
銀行（写真はCIMB）

銀行（ぎんこう、英: bank）は、金融機関の一種。預金の受入れ、資金の貸出し（融資）、為替取引などを行う。また、銀行券の発行を行うこともある。実際に行える業務内容・「銀行」の範囲は国により異なる。広義には中央銀行、特殊銀行などの政策金融機関、預貯金取扱金融機関などを含む。

## 法的形態
日本の法令では、銀行とは、銀行法上の銀行（普通銀行）を意味し、外国銀行支店を含むときと含まないときがある。また、長期信用銀行は長期信用銀行法以外の法律の適用においては銀行とみなされる。日本銀行や特殊銀行、協同組織金融機関および株式会社商工組合中央金庫は含まない。普通銀行も長期信用銀行も、会社法に基づいて設立される株式会社形態である。
他方、米国においては、「銀行」（bank）には、国法銀行（national bank）と州法銀行（state bank）があり、それぞれ連邦および各州の銀行法に基づき設立される営利目的の法人（body corporate）である。連邦準備銀行、貯蓄貸付組合（saving and loan association）や信用組合（credit union）、産業融資会社（industrial loan company）、法定信託（Statutory Trust）などとは区別されるが、広義にはこれらを含む。

## 銀行の3大機能
銀行の大きな役割は、「金融仲介」「信用創造」「決済」の3つである（銀行の3大機能）。これらの機能は銀行の主要業務である「預金」「融資」「為替」および銀行の信用によって実現されている。3大機能において、「金融仲介」と「信用創造」は各銀行が常に単独で行える業務である。ただし「決済機能」は、複数銀行間の決済が手形交換所というラウンドテーブルで機能しており、かつてその処理が煩雑を極めたことから現代とみに合理化し、国際決済は寡占産業となった。なお、原則として部分準備銀行でなければ、つまりナローバンクは決済以外の機能を持つことができない。
- 資金の貸し手と借り手の仲介をすることを「金融仲介」といい、銀行は預け入れられた資金（預金）を貸し出すことでこれを行っている（→「間接金融」）。これは資産変換の上成り立つサービスである[2]。多くの債権者から短期・小口の資金を預かり、滞留資金を確保した上で、長期・大口の貸し出しをするのである。サービスの対価に考えられるのは、普通、低利子で預かって高利子で貸し付けるときの利ざやである。例外として、イスラム銀行は利率を事前に定めることなく、事業から利潤が得られてはじめて出資者にそれを還元する。この関係でイスラム銀行は銀証分離の沿革に登場しない。
- 銀行から貸し出された資金はやがて再び銀行に預けられ、その預金は再度貸し出しに回される。これが繰り返されることで銀行全体の預金残高が漸増することを「信用創造」という。漸増分を派生的預金と呼ぶが[2]、これは流通する預金通貨の大部分を占める。預金を払い戻すことができるようにする建前で、信用創造は支払準備率やバーゼル規制で制限される[注釈 2]。
- 銀行の預金はまた、財・サービスの取引にかかわる支払いと受け取りにも利用される。A社がB社から100万円の商品を購入し、B社がA社から40万円のサービスを受けた場合、銀行の預金口座ではA社の口座からB社の口座へ差額60万円の移動が行われるだけである。この「決済機能」は、預金通貨の流動性・確実性・受領性の上に成り立っている[2]。この点、日本では民法511条「その後に」の解釈において無制限説（第三債務者は、差押債務者に対して、差押え時に反対債権を有していれば、対抗できるとする）を判例とする。この意味で決済機能は司法に保護されている。

## 銀行の業務
銀行の業務目的は、第一義的には、市場経済の根幹である通貨の発行である。ここにいう通貨は、中央銀行の発行する銀行券などの現金通貨に限らない。貨幣機能説によれば、通貨は通貨としての機能を果たすがゆえに通貨であり、交換手段であると同時に価値保蔵手段であり、価値尺度であるという機能をもつ。銀行の受け入れる預金は、まさにこうした通貨としての機能を果たすがゆえに経済社会において重要な預金通貨として流通している。
預金通貨は銀行の負債であるので、預金通貨の価値の安定のためには、銀行の資産が安定的な価値を有するものでなければならない。このため、金融庁をはじめとする銀行監督当局は、定期検査を通じて、銀行の資産は安全かという点をチェックする。また、銀行監督当局は風評被害が起きないよう監督している。
銀行業務を行うにあたっては、信用が重要な位置をしめる。そのため、経営が悪くなっても活動を続けることが出来る他の産業とは根本的に異なり、経営が悪くなれば信用がなくなり、取り付け騒ぎに発展して破綻したり、批判を受けながら政府の救済を受けたりする。それ自体は預金保険制度、健全性規制、ベイルイン（株主・債権者負担）といった諸制度により防がれる。
「銀行の経営は信用があって成り立つか、融資する価値がないと判断されて成り立たなくなるかのどちらかだ」（モルガン・スタンレー、ローレンス・マットキン）より引用
銀行業務の技術的側面は銀行のオンラインシステムで成り立っている現状がある。

## 銀証分離

### 三極並行緩和の結果
アメリカ合衆国や中華人民共和国、日本では銀行と証券会社との兼業を認めない。このような政策を「銀証分離」という。アメリカでは1929年の世界恐慌をきっかけにグラス・スティーガル法が制定されてから銀行による証券業務が制限されている。同法制定の背景には、①銀行が証券業務も行っていたことが大恐慌の一因となった、②預金者の資金を運用している銀行による証券業務を制限することによって、預金者の保護を徹底する必要がある、③貸出業務と証券業務とは利益が相反する傾向がある、という見方があった。しかし第二次世界大戦後は銀行と証券会社が一体となったユニバーサル・バンクを主流とする欧州各国でブレトンウッズ協定に対する不満が鬱積していった。彼らはユーロカレンシーを利用した銀行間取引を活発化させ、機関投資家と共にユーロ債市場を拡充した。その結果、日米欧三極同時並行で銀証分離が緩められていった。
銀証分離は独占を禁止する目的もあるが、同様の観点から銀行業と商業の分離（銀商分離）を行う国もある。米国では投資銀行を除いて銀行業から商業への参入も商業から銀行業への参入もどちらも認められない（ノーウェイ規制）。欧米の企業統治は政策で機関投資家に委ねられている。日本では、商業から銀行業への参入は非金融事業会社による銀行子会社の保有という形で認められているが、銀行業から商業への参入（銀行やそのグループ企業による非金融事業）は持株会社としてのベンチャーキャピタルに限られる（ワンウェイ規制）。欧州では、自己資本に応じた投資制限の範囲内であれば、相互に参入が認められる（ツーウェイ規制）。ソシエテ・ジェネラルのような欧州銀行同盟の代表格やベルギー総合会社を例とする伝統である。
アメリカでは現在グラム・リーチ・ブライリー法によって役員兼任が許容されるなど、銀証分離は極度に緩和されている。この制度は、モーゲージによる信用創造をMBS販売で下支えするビジネスモデルを許したので、世界金融危機を招来した。
そこで2011年にグラス・スティーガル法の再導入法案が両院に提出された。翌年7月4日フィナンシャル・タイムズが分離を主張した。社説の背景は多様である。2012年5月10日に発表されたJPモルガンの20億ドルにのぼる損失、バークレイズのLIBOR金利操作、米上院調査会が2012年7月16日に報告したHSBC・ワコビア・シティバンク・リッグス銀行の資金洗浄、そしてロスチャイルドのリストラ方針が銀証分離と考えられていること。法案の採決はウォールストリートの投資家に阻まれている。
2018年3月29日、公正取引委員会は、ドイツ銀行とメリルリンチが米ドル建て国際機関債の売買について受注調整したと認定、その行為が不当な取引制限にあたると発表した。

### 公社債からの緩和
日本においては1948年、アメリカ対日協議会が発足して財閥解体の調整に乗り出し、また旧証券取引法が制定された。同法65条において銀行（預貯金取扱金融機関）が金融商品取引行為を業として行うことは、投資目的や信託契約に基づく場合などを除いて禁止されていた。禁止規定は公共債に適用されないが、公共債を対象として銀行の営みうる業務範囲は旧銀行法で明文規定がなかった。それで公社債をメガバンクが窓口となって外債として発行した。これがユーロダラーとの接点となる。外債だけでは公社債の資金需要をまかないきれないので、昭和30年代は投資信託に保有させる作戦がとられた。1955年、大蔵省は証券19社に対して次のような資金調達を認めた。顧客に売った金融債を引き渡さずに有償で借用し（運用預かり）、これを担保として銀行などから資金を借り入れる行為である。インターバンク短期金融市場からの借り入れは利子のかさむ原因となった。この行為は1998年7月現在禁止されている。強引な大衆貯蓄の動員は証券不況を引き起こした。日本共同証券の設立過程で、銀行は証券業界へ人材を進出させるなどして事実的に支配した。旧財閥系の銀行がオーバーローンで生保と事業法人を系列化した（法人資本主義）。
日銀が特融に奔走していたころ、ニューヨーク州は陥落間近であった。1960年代初め、ニューヨーク州議会は公社債発行の根拠となる精神規定を採択した。州の住宅金融機関などは公共インフラのために公社債を発行しまくった。州の負債は十年で三倍となり、総額150億ドル以上となった。州の長期負債の2/3以上が州の全信用によっては保証されない人道債（Moral Obligation Bond）であり、その残高は全米で発行された無保証債券残高の1/4を占めた。
株式の持ち合いが日本証券市場の拡大を妨げたので、グローバルな成長をとげた機関投資家が政治的圧力をかけてきた（日米円・ドル委員会）。1985年、住友銀行が買収したゴッタルト銀行（Gotthard-Bank）が、イトマン発行外債の主幹事をやるということで銀証分離は形骸化しだした。日英金融協議がそれに追い討ちをかけた。1990年12月には、銀行と信託、保険の相互参入を認める法案が可決された。そして1993年4月の金融制度改革関連法施行に伴い、銀行・信託・証券の相互参入が認められたことから実質的に銀証分離が撤廃された。さらに金融ビッグバンにより銀行等の投資信託の窓口販売の導入（1998年12月から解禁）が導入されるなどして、現在は登録金融機関ならば一定の証券業務を営めるようになっている。

## 銀行の起源

### 両替商
英語のバンク（bank）という語はイタリア語のbanco（机、ベンチ）に由来する。これはフィレンツェの銀行家たちによってルネサンスの時代に使われた言葉で、彼らは緑色の布で覆われた机の上で取引を行うのを常としていた。立脇和夫によれば、明治時代にバンク（bank）を銀行と訳したのは、英華辞典の記載に由来するとしたが、通説ではない。香港上海銀行（滙豐銀行、1865年設立）などが創業当初から中国語名に銀行を使用している。行は漢語で店を意味し、また金ではなく銀であるのは当時東アジアでは銀が共通の価値として通用していたためである（銀貨を参照）。日本で翻訳が確定したのは、日本銀行の説明によれば、国立銀行法（National Bank Act）におけるBankの訳出を銀行にすると定めたときであった。また、銀よりも金の方が価値が高いことから、この時「金行」とする案もあったが、語呂が良いから「銀行」とされたといわれる。
金融機能の起源としては両替商が古くからあり、フェニキア人による両替商が知られていた。古くはハムラビ法典には商人の貸借についての規定が詳細に記述されており、また哲学者タレスのオリーブ搾油機の逸話などで知られるように、古代から高度な金融取引・契約はいくつも存在していたと考えられるが、一方で貨幣の取り扱いや貸借には宗教上の禁忌が存在している社会があり、例えばユダヤ教の神殿では神殿貨幣が使用され、信者は礼拝の際にローマ皇帝の刻印がされた貨幣を神殿貨幣に両替し献納しなければならなかった。ユダヤ・キリスト・イスラム教では原則として利息を取る貸付は禁止されていたので、融資や貸借は原則として無利子（売掛・買掛）であった。これらの社会においては交易上の利益は認められていたので実質上の利子は中間マージンに含まれていた。両替商が貨幣の両替において金額の数％で得る利益は手数料であった。
貸付・投資機能が高度に発達したのは中世イタリア、ヴェネツィア、ジェノヴァ、フィレンツェにおいてである。遠隔地交易が発達し、信用による売掛・買掛売買が発達し、有力商人が小口商人や船乗りの決済を代行することから荷為替あるいは小口融資が行われるようになった。中世イタリアのジェノバ共和国の議会は、国債の元利支払のための税収を、投資家の組成するシンジケート(Compera)に預けた。1164年には11人の投資家によって11年を期間としたシンジケートが設定されていた。このシンジケートを母体に設立されたサン・ジョルジョ銀行はヨーロッパ最古の銀行とされている。ヴェネツィア共和国の議会は1262年、既存の債務を一つの基金に整理し、債務支払いのために特定の物品税を担保に年5％の金利を支払う事を約束したが、これは出資証券の形態を取り登記簿の所有名義を書き換える事で出資証券の売買が可能なものであった。中世イタリアの都市国家ではそれぞれの都市の基金、すなわち本来の意味でのファンドが、債務支払の担保にあてられた税を管理した。
13世紀頃の北イタリアではキリスト教徒が消費者金融から一斉に撤退し始めるがその理由ははっきりしない。15世紀にはユダヤ教のユダヤ人金融が隆盛を極めた。しかし15世紀後半には次第に衰退した。ユダヤ人が貧民に高利貸付をして苦しめているとフランチェスコ会の修道士が説教したので、都市国家ペルージャは最初の公益質屋（モンテ・ディ・ピエタ monte di pietà）を作り低利で貸付を始めた。それまで徴利禁止論を標榜していたキリスト教会は、第5ラテラン公会議で言い逃れをした。すなわちモンテの利子は正当であり、禁じられた徴利にあたらないとしたのである。
北イタリアからバルト海にかけ、商人の経済活動が高度化してゆくなかで次第に金融に特化する商人が登場しはじめる。商業銀行と商社は業態的につながりが深いといわれている。シティ・オブ・ロンドンにはマーチャント・バンク（Merchant bank）の伝統があり、これは交易商人たちが次第に金融に特化していったものである。日本の総合商社はマーチャントバンクに大変類似しているとも言われる。現在のような形態の銀行が誕生したのは、中世末期のイギリスにおいてである。
日本でも江戸時代には両替商があり、また大商人による大名貸しなど融資業や決済代行業務を請け負った。初の商業銀行は、明治維新後に誕生した第一国立銀行（第一勧業銀行を経て、現在のみずほ銀行）となっている。

### ゴールドスミス
イギリスの場合、1650年代には個人銀行の業務がロンドンの商人たちにすでに受け入れられており、満期為替手形の決済に関連した貨幣取り扱い業務の記録が見られるという。彼らの主要な決済手段は金（ゴールド）であった。貨幣経済の興隆に伴い商業取引が増大し、多額の金を抱える者が出てきた。金を手元に抱え込むリスクを懸念した金所有者は、ロンドンでも一番頑丈な金庫を持つとされた金細工商ゴールドスミスに金を預けることにした。
ゴールドスミスは金を預かる際に、預り証を金所有者に渡した（「金匠手形」）。これは正貨の預金証書であったから、紙幣でありながら交換価値を持つことが出来た。そこで所有者はキリのいい単位で金を預け、その預り証をそのまま取引に用いる（債権譲渡する）ことがあった。これは決済業務の起こりとなった。
しばらくして、ゴールドスミスは自分に預けられている金が常に一定量を下回らないことに気付いた。先のように預かり証が決済に用いられるだけ一定量が引き出されずに滞留したのである。ゴールドスミスは、この滞留資金を貸し出しても預金支払い不能にならない（破たんしない）と考えて運用するようになった。
こうして貸し出した金は再び預けられたり、預けさせられたりした。ここで派生的預金を生じた。このうち滞留の見込まれる割合が再び貸し出しに回された。そして派生的預金の再貸し出しはくりかえされた。このようにして発行され続けた預り証の総額は、金庫に保管された正貨の総額と比べて桁違いに多くなった。これは信用創造であった。通貨供給量を増加させて貨幣経済の成長を促した。信用創造は現代の金融機関が行っても景気を刺激する。ただし、現代の派生的預金が預金口座のデータであるのに対し、当時の派生的預金は紙幣であった。
やがてイギリス全土に同業者が現れ、とくにドイツやオランダから商人たちが流入し決済業務を開始することがイギリスのマーチャントバンクすなわち商業銀行の母体となった。当初はそれぞれが国王から独自に特許を取り預り証を発行していた。市場には多種多様な紙幣が流通していた。フランス革命前後および19世紀初頭にかけて、紙幣の多様性は金融システムをしばしば混乱させた。また、金融業者が結託して敵対する金融機関の預り証（銀行券）を蒐集し、これを一度に持ち込み正貨の払い戻しを要求して破たんさせるという手口がよく行われた。そこで1844年のピール条例（当時の日本における呼称は英蘭銀行条例）により、イングランド銀行（イギリスの中央銀行、英蘭銀行）以外での銀行券の発行が禁止された。中央銀行以外は商売替えを迫られて、預り証を金融仲介する貯蓄銀行あるいは商業銀行として発展した。ピール条例の改正については日本の官報にも報じられた。

中央銀行に管理され、今や現金となった預り証の交換価値を保証しているのは、資産を預かる側の払い戻し能力であり、つまり中央銀行の保有する正貨や有価証券である。このような現金通貨は、時に政府による紙幣濫発や中央銀行による国債大量引き受けなどが原因して著しく交換価値を失った（インフレーション）。一方の貯蓄銀行と商業銀行では、現金通貨量に対して預金通貨量の上回る金額が信用創造で増すにつれて、銀行は預金引き出しに備えるようになった。これは時として信用収縮へ発展した。信用収縮のときに経済活動は低調となり、金融危機へつながることもあった。さらに19世紀から20世紀初めまでは、金融危機に端を発する恐慌が頻発した（1927年の日本における昭和金融恐慌など）。第二次大戦以降はケインズ政策の採用などもあり、先進資本主義国は恐慌を克服したとされていたが、近年のリーマン・ショックを端緒とする世界金融危機などが恐慌と表現されることもある。

## 銀行の不祥事
第二次世界大戦後の世界において、銀行の不祥事は摘発されても各行の責任として処理されることが一般的であった。2003年秋に複数行によるミューチュアル・ファンドの不正取引が見つかったものの、規制に対する影響は限定的であった。世界金融危機が起こってからは色々な角度から金融業の実態が調べられたので、不祥事における銀行同士の関係が当局や市場関係者に露見していった。すでに書いたLIBORの不正操作は特にバークレイズだけが行ったものではなく、むしろ制裁金はドイツ銀行などのユニバーサルバンクが支払った。この事件と並行して、外為相場の不正操作も国際問題となった（Forex scandal）。主犯格（Richard Usher, Rohan Ramchandani, Matt Gardiner）のうち二人がイングランド銀行の要人であった。これについてシティグループなど少なくとも15行が捜査を受けた。別件だが同時期に、バンク・オブ・ニューヨーク・メロンも外為相場を不正操作した疑いで証券取引委員会の捜査を受けている。2018年11月、ブラックロックやパシフィック・インベストメント・マネジメント、ノルウェー中央銀行など16の機関投資家が、シティグループ、クレディ・スイス、バークレイズ、BNPパリバ、ドイツ銀行、ゴールドマン・サックス、三菱UFJフィナンシャル・グループ、ロイヤル・バンク・オブ・カナダ、HSBC、JPモルガン・チェース、モルガン・スタンレー、ロイヤル・バンク・オブ・スコットランド、ソジェン、スタンダード・チャータード銀行、UBSを外為指標（クロージング・スポット・レート）不正操作の疑いで訴えた。同年、欧州では552億ユーロにものぼる脱税も指摘されている。
日本では、2023年頃、千葉銀行など数行が、仕組み債といった元本保証のない金融商品を顧客に売りつけて損をださせたとして、金融庁から行政処分を受けている。
ほかにも、外貨預金、外貨建て生命保険、投資信託ほか元本割れもある商品を積極的に勧誘、販売しトラブルが多発している。
環境面では、アメリカや日本などにある大手銀行が化石燃料産業に多額の融資をすることで、気候変動対策が妨げられている。